# Nyctitheriidae
Os nictiteriídeos (Nyctitheriidae) são uma família de mamíferos placentários pré-históricos, tradicionalmente incluídos na Ordem Insectivora. Segundo o arranjo taxonômico proposto por Lopatin em 2006, fazem parte da Ordem Eulipotyphla, subordem Soricomorpha, infraordem Soricota e superfamília Soricoidea. Seus parentes vivos mais próximos são os musaranhos.

## Taxonomia da FamíliaNyctitheriidaeSimpson, 1928
Segundo a classificação proposta por Lopatin, 2006
- Paranyctoides (incertae sedis) (segundo Lopatin, embora considerado como o mais primitivo dos Nyctitheriidae, este gênero parece relacionar-se aos Adapisoriculidae, um grupo de afinidades ainda duvidosas.)
- Plagioctenodon Bown, 1979 (incertae sedis)
  - Plagioctenodon krausae Bown,1979 - Paleoceno Superior (Cf2) a Eoceno Inferior (Wa1), América do Norte
  - Plagioctenodon savagei Bown & Schankler, 1982
- Ceutholestes Rose et Gingerich,1987 (incertae sedis)
- Limaconyssus Gingerich, 1987 (incertae sedis)
  - Limaconyssus habrus
- Cambaya Bajpai et alii, 2005
  - Cambaya complexus Bajpai et alii, 2005

### SubfamíliaNyctitheriinaeSimpson,1928
Distribuição: América do Norte (Paleoceno Inferior e Eoceno Médio), Europa (Paleoceno Superior a Oligoceno Inferior) e Ásia (Paleoceno Superior e Eoceno Médio ou Superior)
- Leptacodon Matthew e Granger, 1921 - América do Norte (Paleoceno Inferior e Eoceno Inferior), Europa (Paleoceno Superior a Eoceno Inferior)
  - Leptacodon tener Matthew & Granger, 1921 - Paleoceno Médio-Superior, Tiffaniano, Tiffany Beds, EUA.
  - Leptacodon munusculum Simpson, 1935 - Paleoceno Superior(Ti1), América do Norte
  - Leptacodon proserpinae Van Valen, 1978
  - Leptacodon rosei Gingerich, 1987 - Paleoceno Superior (Cf2), América do Norte
  - Leptacodon packi Jepsen, 1930 - Paleoceno Superior (Cf2), América do Norte
  - Leptacodon dormaalensis - Eoceno Inferior, Ypresiano (MP 7), Dormaal, Bélgica.
- Remiculus Russell, 1964 - Europa (Paleoceno Superior) (Pode ser um Adapisoriculidae).
- Nyctitherium Marsh,1872 - América do Norte (Eoceno Inferior a Médio)
  - Nyctitherium velox Marsh, 1872
  - Nyctitherium celatum (Cope, 1875)
  - Nyctitherium christopheri Krishtalka & Setoguchi, 1977
  - Nyctitherium robinsoni (Krishtalka & Setoguchi, 1977)
  - Nyctitherium serotinum (Marsh, 1872)
- Pontifactor West, 1984 - América do Norte (Eoceno Inferior a Médio)
- Saturninia Stehlin, 1940 - Europa (Eoceno Inferior e Oligoceno Inferior)
  - Saturninia gracilis
- Scraeva Cray, 1973 - Europa (Eoceno Médio a Superior)
  - Scraeva hatherwoodensis - Eoceno Superior, Inglaterra
- Euronyctia Sigé, 1997 - Europa (Eoceno Superior a Oligoceno Inferior)
  - Euronyctia montana- Eoceno Superior, Priaboniano (MP 19), Sossis, Espanha.
  - Yuanqulestes Tong, 1997 - Ásia (Eoceno Médio ou Superior)

### SubfamíliaAsionyctiinaeMissiaen & Smith, 2005
Distribuição: Ásia (Paleoceno Superior a Eoceno Inferior)
- Asionyctia Missiaen et Smith, 2005 - Ásia (Paleoceno Superior)
  - Asionyctia guoi Missiaen et Smith, 2005 - Paleoceno Superior, Gashatano, Formação Nomogen, Mongólia Interior, China.
- Bayanulanius Meng, Zhai et Wyss,1998 - Ásia (Paleoceno Superior)
  - Bayanulanius tenuis Meng, Zhai et Wyss,1998 - Paleoceno Superior, Gashatano, Bayan Ulan, China.
- Voltaia Nessov, 1987 - Ásia (Paleoceno Superior)
  - Voltaia minuta Nessov,1987 - Paleoceno Superior(?), Landeniano, Zhylga, Cazaquistão.
- Jarveia Nessov, 1987 - Ásia (Paleoceno Superior)
  - Jarveia minusculaNessov, 1987
  - Jarveia erronea
- Oedolius Russell et Dashzeveg, 1986 - Ásia (Eoceno Inferior)
  - Oedolius perexiguus Russell et Dashzeveg, 1986 - Eoceno Inferior, Bumbaniano, Naran Bulak, China.
- Edzenius Lopatin,2006  - Ásia (Eoceno Inferior)
  - Edzenius lus Lopatin,2006

### SubfamíliaPraolestinaeLopatin, 2006
Distribuição: Ásia (Paleoceno Superior e Eoceno Inferior)
- Praolestes Matthew,Granger et Simpson, 1929 - Ásia (Paleoceno Superior)
  - Praolestes nanus Matthew,Granger et Simpson, 1929
  - Praolestes maximusKondrashov, Lopatin et Lucas, 2004
- Bumbanius Russell et Dashzeveg,1986 - Ásia (Eoceno Inferior)
  - Bumbanius rarus Russell et Dashzeveg, 1986

### SubfamíliaEosoricodontinaeLopatin, 2005
Distribuição: Ásia (Eoceno Inferior)
- Eosoricodon Lopatin,2005 - Ásia (Eoceno Inferior)
  - Eosoricodon terrigena Lopatin,2005

### SubfamíliaAmphidozotheriinaeSigé,1976
Distribuição: América do Norte (Eoceno Inferior), Europa (Oligeno Inferior)
- Amphidozotherium Filhol, 1876
  - Amphidozotherium cayluxi
- Paradoxonycteris Revilliod, 1922
- Darbonetus Crochet, 1974
  - Darbonetus aubrelongensis Crochet, 1974
  - Darbonetus tuberi Crochet, 1995
- Plagioctenoides Bown, 1979